# Renault Twingo E-Tech
Renault Twingo E-Tech — городской электромобиль, выпускаемый французским автопроизводителем Renault.

## Описание
Впервые Renault Twingo E-Tech был представлен в ноябре 2023 года под названием Twingo Legend. Внешне автомобиль напоминает первое поколение Twingo.
Twingo E-Tech выпущен на платформе «AmpR Small». Производство намечено на 2026 год в Словении.

## Награды
В январе 2024 года Twingo E-Tech получил специальный приз жюри на 31-й церемонии вручения трофеев L'Argus.